# Batis capensis
Batis capensis е вид птица от семейство Platysteiridae.

## Разпространение
Видът е разпространен в Ботсвана, Лесото, Малави, Мозамбик, Южна Африка, Свазиленд, Замбия и Зимбабве.